# Ruffin Pleasant
Ruffin Golson Pleasant, född 2 juni 1871 i Union Parish, Louisiana, död 12 september 1937 i Shreveport, Louisiana, var en amerikansk demokratisk politiker. Han var Louisianas guvernör 1916–1920.
Pleasant deltog som överstelöjtnant i spansk-amerikanska kriget. År 1899 inledde han sin karriär som advokat i Shreveport. Han gifte sig den 14 februari 1906 med Anne Ector som var dotter till general Mathew Ector (1822–1879) som hade varit en av Jefferson Davis vänner. Innan han blev guvernör tjänstgjorde Pleasant som delstatens justitieminister (Louisiana Attorney General).
Pleasant efterträdde 1916 Luther E. Hall som guvernör och efterträddes 1920 av John M. Parker. Mobiliseringen i samband med första världskriget skedde under Pleasants mandatperiod. Över 71 000 soldater från Louisiana deltog i kriget och 1 400 av dem miste livet. År 1917 tog Pleasant ställning för alkoholförbud, något som många anhängare i New Orleans inte uppskattade. Han avled år 1937 och gravsattes på Forest Park Cemetery i Shreveport.